# فردرخوویتسه
فردرخوویتسه (به لهستانی:  Frydrychowice) یک روستا در لهستان است که در گمینا ویپژ واقع شده‌است.
 فردرخوویتسه  ۲٬۷۹۹ نفر جمعیت دارد.